# Per Ung
Per Erik Ung (* 5. Juni 1933 in Oslo als Per Erik Ohlsen; † 20. Juni 2013, ebenda) war ein norwegischer Bildhauer der realistisch-naturalistischen Schule.

## Leben und Werk

### Ausbildung und Arbeiten bis 1970
Der Sohn eines Maurermeisters aus Oslo nahm 1949, im Alter von 16 Jahren, den Nachnamen seines schwedischen Urgroßvaters an. Er entschied sich früh für eine künstlerische Laufbahn. Nach privaten Studien besuchte er zwischen 1952 und 1955 die Staatliche Kunstakademie (Statens Kunstakademi) seiner Heimatstadt und von 1961 bis 1962 das Central Saint Martins College of Art and Design in London. Seine Lehrer an den beiden Hochschulen vertraten sehr unterschiedliche Kunstkonzepte. Während der Norweger Per Palle Storm eine essentialistische und naturalistische Sichtweise betonte, revolutionierte der Brite Anthony Caro die Bildhauerei mit abstrakten Objekten aus Eisen und Stahl. Ung deutete schon in seinen frühen Arbeiten an, für welche Richtung er sich entscheiden würde: er grenzte sich bewusst von der Moderne ab und orientierte sich in Richtung einer realistisch-mimetischen Kunst.
Sein erster größerer Auftrag verriet noch zeitgenössischen Einfluss. Die in Bronze ausgeführte Statue der Schauspielerin Johanne Dybwad vor dem Nationaltheatret in Oslo (1956, enthüllt 1962) ist von einer Reduktion der Form geprägt, wie sie zu jener Zeit nicht unüblich war. Es folgten weitere große figurative Arbeiten, unter anderem das Zementrelief Stillende Mutter (1968), das für ein Krankenhaus in Asker entstand. Ein romantisches, von Pathos durchdrungenes Selbstverständnis offenbart ein 1970 gefertigtes Kruzifix (Tasta kirke, Stavanger), das den Künstler als Märtyrer darstellt.

### Mythologische Themen
Im weiteren Verlauf der siebziger Jahre versuchte er seine figurative Form mit „stilisierten und konstruktiven Elementen“ zu verbinden. Die Brunnenanlage Frau und Möwen (1974) im Osloer Stadtteil Etterstad zeigt eine stehende, in Gedanken versunkene Figur, die von drei an einem Stahlrohr befestigten Vögeln umgeben ist. Zu seinen schwebenden Figuren zählt auch das in drei Versionen ausgeführte und heute in Hamar, Harstad und Horten zu sehende Schwimmende Mädchen (1976), mit dem der Künstler auch die Begrenzung seines eigenen Schaffens durch die Schwerkraft reflektiert.
Handelte es sich bei dem Schwimmenden Mädchen um eine Variation des Nereiden-Themas, beschäftigte sich Ung auch in der Folgezeit häufig mit mythologischen Stoffen. Seine Euterpe (1978, Rathaus Haugesund), die die gleichnamige Muse zum Gegenstand hat, kontrastiert ein weiteres Mal die physische Schwere einer Figur mit der Leichtigkeit eines ihrer Attribute, hier ein Band, das Euterpe um ihren Körper schwingt und sie zu einer Tanzenden macht. Mit Hilfe der aus der antiken Tradition entlehnten Figuren gestaltete Ung dezidiert zeitlose Äußerungen menschlicher Existenz wie Freude, Trauer, Leiden, Liebe und Erotik. Immer wieder beschäftigte den Künstler dabei das Verhältnis zwischen Mann und Frau, so etwa in Eros und Psyke (1983, auf dem Gelände der Norwegischen Veterinärhochschule). Eine hyperrealistische Ausführung des Themas stellt seine Gruppe Bleib nur sitzen... dar, ein in ein Gespräch vertieftes Paar an einem Cafétisch (1996, Aker Brygge).

### Plastiken norwegischer Persönlichkeiten

Per Ungs Bronzestatue der Schauspielerin Wenche Foss

Zu den bekanntesten Arbeiten von Per Ung zählen in Bronze ausgeführte Plastiken von norwegischen Persönlichkeiten. Schon in den siebziger Jahren modellierte er den norwegischen Kronprinzen Haakon und dessen Schwester, die Prinzessin Märtha Louise. In Stavanger schuf er ein Denkmal zu Ehren des Admirals Horve. Später folgten unter anderem Darstellungen der Eiskunstläuferin Sonja Henie (1985, Oslo), des Polarforschers Fridtjof Nansen (1993, vor dem Fram-Museum), des Komponisten Johan Halvorsen (2003, Oslo), des Widerstandskämpfers Gunnar Sønsteby (2007, Oslo) und der Schauspielerin Wenche Foss (2007, vor dem Osloer Nationaltheater).
Die mit den Jahren zunehmende Tendenz zu einem konventionellen Realismus, die sich in diesen Werken ablesen lässt, gepaart mit einem Mangel an ironischem Abstand und einem Bekenntnis des Künstlers zu alten Meistern wie Michelangelo, Bernini und Rodin, brachten ihm – ähnlich wie seinem Zeitgenossen und Freund Odd Nerdrum – den Vorwurf der „zahmen Pastiche-Kunst“ oder sogar des Kitsches ein. Seine figurative Großplastik Frau Fortuna am Platz des Europarates in Oslo (2005) galt Kritikern als Beispiel einer rein dekorativen, konfliktfreien Kunst im Dienste kommerzieller Interessen. Per Ung selbst distanzierte sich mehrfach von der „Kunstelite“; gleichzeitig bekannte er sich zur vormodernen Tradition und einer Kunst, die „der Zeit und der Ortszugehörigkeit enthoben“ ist.

### Privat
Per Ung war zweimal verheiratet. Aus der ersten Ehe des Künstlers gingen zwei Söhne hervor. Gemeinsam mit seiner zweiten Ehefrau, der Bildhauerin Elena Engelsen, adoptierte er einen weiteren Jungen.

## Ausstellungen
Nach seiner ersten Einzelausstellung 1956 in Lokalen der Vereinigung junger Künstler (Unge Kunstneres Samfunn) in Oslo waren Exponate des Künstlers an zahlreichen Orten in Norwegen zu sehen. Gemeinsam mit Odd Nerdrum stellte er 1983 in der Galerie Bellmann in New York (Norway: In the Romantic Tradition) aus. 2004 zeigte das Vigeland-Museum in Oslo eine Retrospektive seines Gesamtwerkes. – Im Rahmen von Kollektivausstellungen war Per Ung unter anderem 1965 in der Schau Nordische Kunst heute in Hannover und 1981 auf der Stockholm Art Fair vertreten.

## Auszeichnungen
Neben anderen Auszeichnungen wurde Per Ung 1971 mit einem dreijährigen Arbeitsstipendium des norwegischen Staates gefördert. Am 1. November 2007 wurde er zum „Ritter erster Klasse“ des Sankt-Olav-Ordens ernannt.